# Велишка крепост
Вижте пояснителната страница за други значения на Велика.
Велишката крепост (на гръцки: Κάστρο Βελίκας) е ранносредновековна крепост, чиито развалини се намират в района северно от село Велика в Тесалия, Гърция, и на крайбрежието покрай планината Оса.
Крепостта се е издигала на малък горист хълм съвсем близо до брега. Старият археологичен пласт се идентифицира с античната Мелибея.
В близост до Велишката крепост се намира манастирът „Йоан Богослов Велишки“. Велишката крепост е служела за защита и охрана от нашественици на крайбрежния път от Македония за Гърция, като алтернативен на главния през Темпейската долина.
Предполага се, че крепостта е издигната или изцяло реновирана стара – по времето на император Юстиниан Велики. През 2011 г. започват цялостни археологически разкопки на крепостта по програма на Европейския съюз в размер на половин милион евро.